# Le Macroscope
Pour les articles homonymes, voir Macroscope (homonymie).
Vers une vision globale
Le Macroscope (sous titré Vers une vision globale) est un des principaux ouvrages d'initiation, voire le livre fondateur en France, de l'analyse systémique, abordant les aspects écologie, économie, ville, entreprise, organisme et cellule, paru en 1975. Il présente les systèmes à causalité circulaire (et non plus seulement linéaire) et l'importance du rôle de la rétro-action.
L'auteur, Joël de Rosnay, y détaille l'outil virtuel du même nom qu'il a inventé et qui permet d'observer (skopein) en grand et de manière synthétique (macro) un système complexe. Cette nouvelle démarche intellectuelle peut se comprendre à travers l'extrait suivant :

« Les rôles sont inversés : ce n'est plus le biologiste qui regarde au microscope une cellule vivante ; c'est la cellule qui regarde au macroscope l'organisme qui l'abrite. »

Le néologisme permet de s'accorder sans heurt aux différentes approches d'une science nouvelle qui étudie les systèmes, la systémique, mais qui reste divisée en plusieurs chapelles, chacune ayant une origine distincte, un vocabulaire propre, voire des approches différentes.
Probablement rattaché à la cybernétique aux États-Unis dans les années 1950[citation nécessaire], cet ouvrage serait aujourd'hui qualifié d'approche systémique (ou par l'analyse systémique) à la réunion des sciences.
« Macroscope » est un jeu de mots se référant à la théorie des trois infinis :
- l'infiniment petit : observable par un microscope ;
- l'infiniment loin : observable par un télescope ;
- l'infiniment complexe : observable par un « macroscope », « un instrument symbolique fait de méthodes et de techniques empruntées à des disciplines très différentes. »

À la méthode analytique classique, Joël de Rosnay propose une approche complémentaire, l'approche systémique.

## Résumé des chapitres
Le livre est composé d'une introduction, de six chapitres, d'un bref scénario pour un monde[Quoi ?] (« Notes de voyages en écosocialisme »), suivi d'une bibliographie d'environ 150 références.
Pour Joël de Rosnay, l’approche systémique obéit à dix commandements qu’il décrit dans le chapitre 2 « La révolution systémique : une nouvelle culture » :
1. Conserver la variété ;
2. Ne pas « ouvrir » les boucles de régulation (respect des cycles naturels) ;
3. Rechercher les points d'amplification (points sensibles, maillon faible, goulot d'étranglement) ;
4. Rétablir les équilibres par la décentralisation ;
5. Savoir maintenir les contraintes (les limites) ;
6. Différencier pour mieux intégrer ;
7. Pour évoluer : se laisser agresser (adaptation) ;
8. Préférer les objectifs à la programmation détaillée ;
9. Savoir utiliser l'énergie de commande (répartition de l'information) ;
10. Respecter les temps de réponse.

## Application
Divers auteurs se sont emparés de cette nouvelle notion systémique pour tenter d'expliquer des systèmes complexes particuliers.
On peut citer :
- en gestion des connaissances :
  - le macroscope "MKSM" de Jean-Louis Ermine du  CEA[3],
  - le macroscope "ECRI" de Patrick Serrafero de l' ECL[4],
- en systémique :
  - le macroscope "Paradigme Systémique" de Jean-Pierre Algoud de l'Université Lyon 3[5],
  - le macroscope "Système Général" de Jean-Louis Le Moigne de l'Université d'Aix-Marseille[6],
- en management :
  - le macroscope "Sémacarte" de Jean-Pierre Crespin de Néocogit[7],
  - la macroscope "Référentiel méthodologique" de Fujitsu[8].

## Édition en ligne
- (en) Joël de Rosnay, « The Macroscope », sur Principia Cybernetica Web, Harper & Row, 1979 (consulté le 15 septembre 2007), p. 314